# San Fernando (Buenos Aires)
San Fernando es una ciudad y la cabecera del partido de San Fernando, en la provincia de Buenos Aires, Argentina. Forma parte del aglomerado urbano del Gran Buenos Aires, en su Zona Norte.  El municipio tiene una importante actividad náutica, además de ser la capital nacional de la Náutica. 

## Historia
La formación del pueblo de San Fernando comenzó en 1802 cuando el presbítero Manuel de San Ginés, destinado a la zona, se estableció y construyó una pequeña capilla en un sector ubicado a unos tres kilómetros del Puerto de Las Conchas (actual Tigre), conocido como Altos de Punta Gorda. Al parecer, San Ginés tenía la intención de erigir un nuevo poblado, más alejado del Puerto de Las Conchas, que estaba sometido a continuas inundaciones.
El 4 de diciembre de 1803 se realizó el primer acto litúrgico, por el presbítero San Ginés, consistente en el casamiento de los pobladores Manuel Antonio Alcorta y Manuela Garmendia. Esto constituye un primer testimonio de la existencia de una comunidad organizada en la zona.
En 1804, Carlos José Belgrano fue designado comandante militar del Puerto de Las Conchas, y por extensión, del poblado de Punta Gorda, convirtiéndose así en la primera autoridad del pueblo.
En 1805, una gran inundación azotó al pago de Las Conchas, y buena parte de sus habitantes afectados se trasladó a los Altos de Punta Gorda.
El 18 de diciembre de 1805, apareció por primera vez en un documento oficial el nombre de San Fernando de Buena Vista. El firmante, el virrey Rafael de Sobremonte, manifestó su intención de erigir en villa a la población establecida con anterioridad y compuesta por unas 300 personas.
Entusiasmado con la idea, el virrey visitó la zona el 2 de febrero de 1806, inaugurando las obras para el canal, aprobando la planificación urbana realizada por el ingeniero Eustaquio Giannini y colocando la piedra fundamental del futuro templo parroquial. Con la primera de las Invasiones Inglesas ese mismo año, la obra del canal quedó paralizada.
El asentamiento permanente de tropas militares con motivo de la Guerra de la Independencia llevó a un sostenido crecimiento poblacional, que fue definitorio del pueblo en esos primeros años. En 1812, José de San Martín pasó unos días en el lugar con motivo de la reposición en el cargo del comandante Carlos Belgrano.
En 1821 se creó el partido de San Fernando, separándolo del distrito de Las Conchas. El partido quedó dividido en tres zonas: el Alto de Punta Gorda, Las Lomas y Punta Chica. En 1822 se realizó un censo de población en el nuevo distrito, que arrojó el dato de 1276 habitantes, la mayoría de los cuales vivía en el Alto de Punta Gorda, actual localidad de San Fernando.

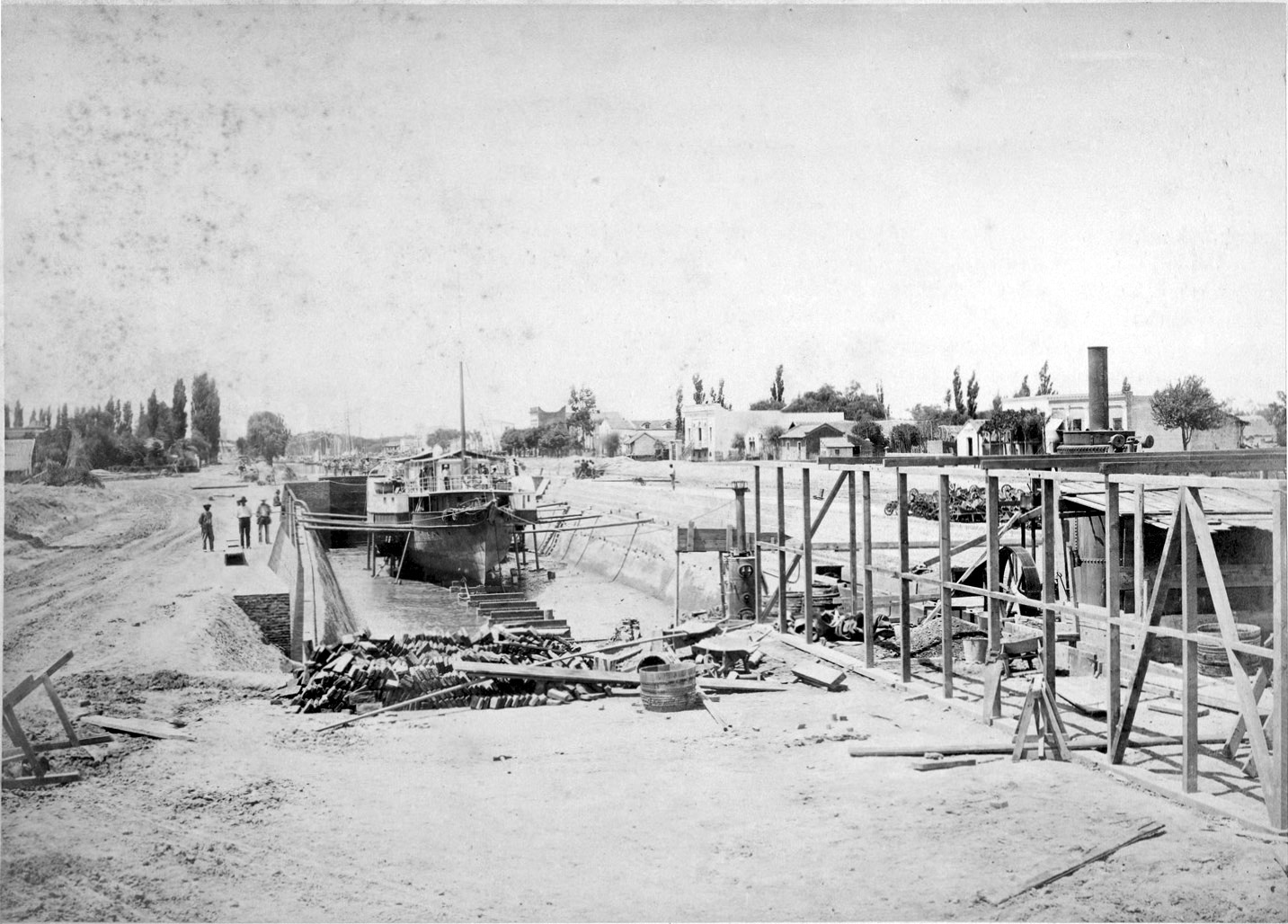
El dique seco de San Fernando, fotografiado por Christiano Junior en 1876.

En 1864, con la presencia del presidente Bartolomé Mitre, se inauguró la estación San Fernando del Ferrocarril del Norte. En 1875 se construyeron un nuevo canal y el primer dique seco del país.
El pueblo de San Fernando fue declarado ciudad en 1909 por ley 3155 de la legislatura provincial.

## Geografía

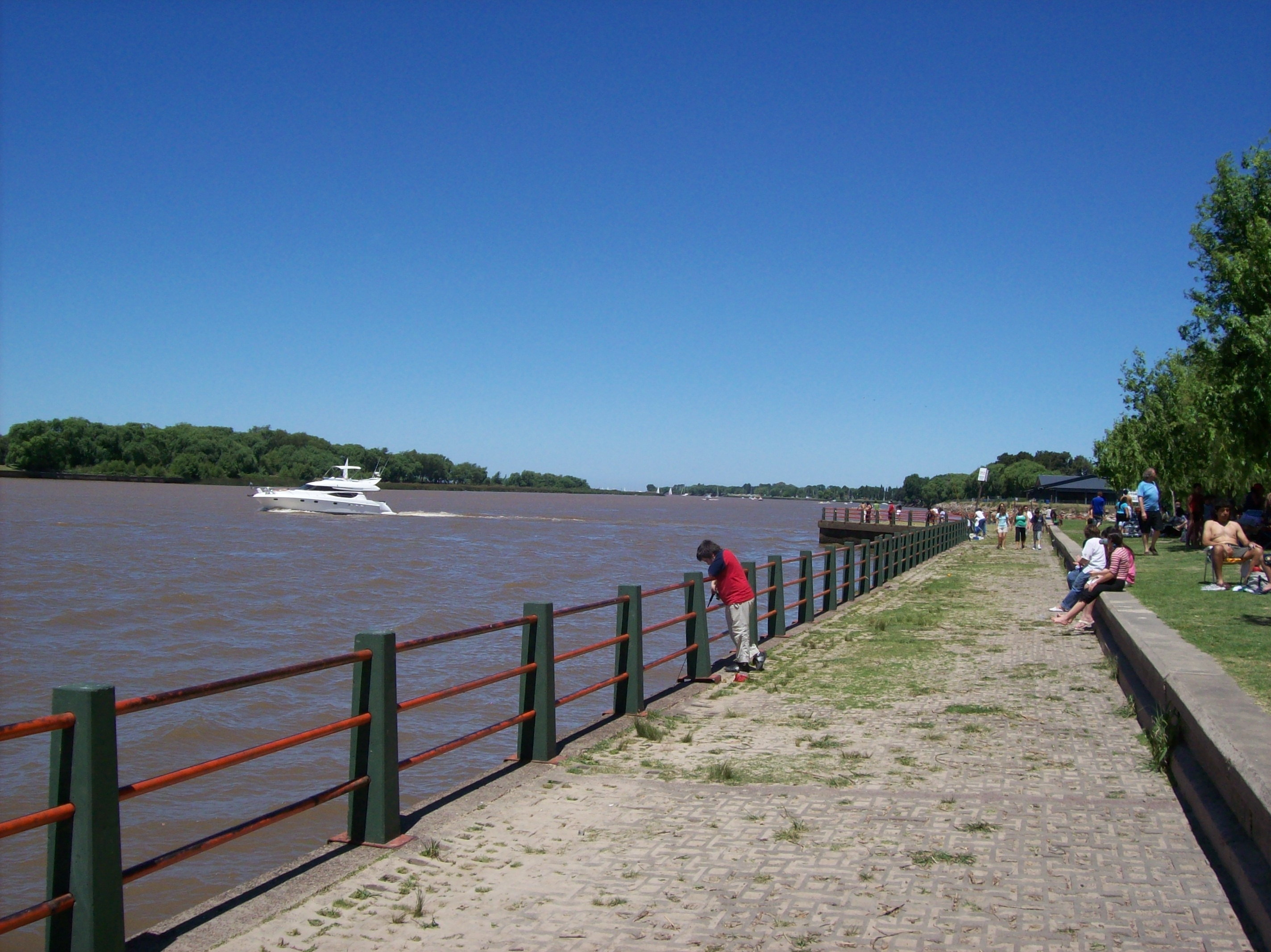
Costanera municipal de San Fernando, frente al río Luján.

Situada en la Zona Norte del Gran Buenos Aires, la ciudad de San Fernando se encuentra unos 24 km al noroeste de la zona céntrica de la Ciudad de Buenos Aires. Se la suele incluir, junto a todo el partido, dentro del llamado «segundo cordón» del Gran Buenos Aires. Tiene una superficie de 11,5 km².
Limita con las localidades de Victoria, Virreyes, Troncos del Talar (en la orilla opuesta del río Reconquista) y Tigre.
Históricamente, al oeste de la localidad se ubicaban los bañados del río Reconquista (antiguamente río de Las Conchas) y del arroyo Cordero. Esta zona anegadiza de la localidad y sometida a la amenaza de las inundaciones fue la que se pobló con posterioridad respecto al núcleo histórico de San Fernando.

## Demografía
De acuerdo con el censo de 2010, su población era de 76.726 habitantes. Entonces era la localidad con más habitantes de las tres que componen el partido de San Fernando. Esto representa un aumento del 11 % respecto a los 69.110 registrados en el anterior censo de 2001.

## Transporte

### Ferrocarril
La ciudad de San Fernando es atravesada por dos líneas de ferrocarril, el Ferrocarril Mitre y el Tren de la Costa, ex Tren del Bajo. En la primera cuenta con dos estaciones, San Fernando C y Carupá, y en la segunda tiene la estación San Fernando R.

### Líneas de colectivos
- Línea 60, desde Constitución, Ciudad de Buenos Aires.
- Línea 203, desde Puente Saavedra, Buenos Aires.
- Línea 365, desde Puente Saavedra, Buenos Aires.
- Línea 371, desde Torcuato a San Isidro.
- Línea 710, desde Virreyes a Carupa.
- Línea 21, desde Estación Tigre
- Línea 430, desde Benavídez.

### Aeropuerto
En la localidad se encuentra el Aeropuerto Internacional de San Fernando.

## Sitios de interés
- Casco histórico, con arquitectura del siglo XIX
- Parroquia Nuestra Señora de Aránzazu
- Quinta “El Ombú”
- Plaza “Bartolomé Mitre”
- Quinta “Santa Cecilia (Museo Ciudad San Fernando)
- Palacio Otamendi[15]
- Costanera pública municipal
- Ecoparque
- Abadía Santa escolástica

## Religión

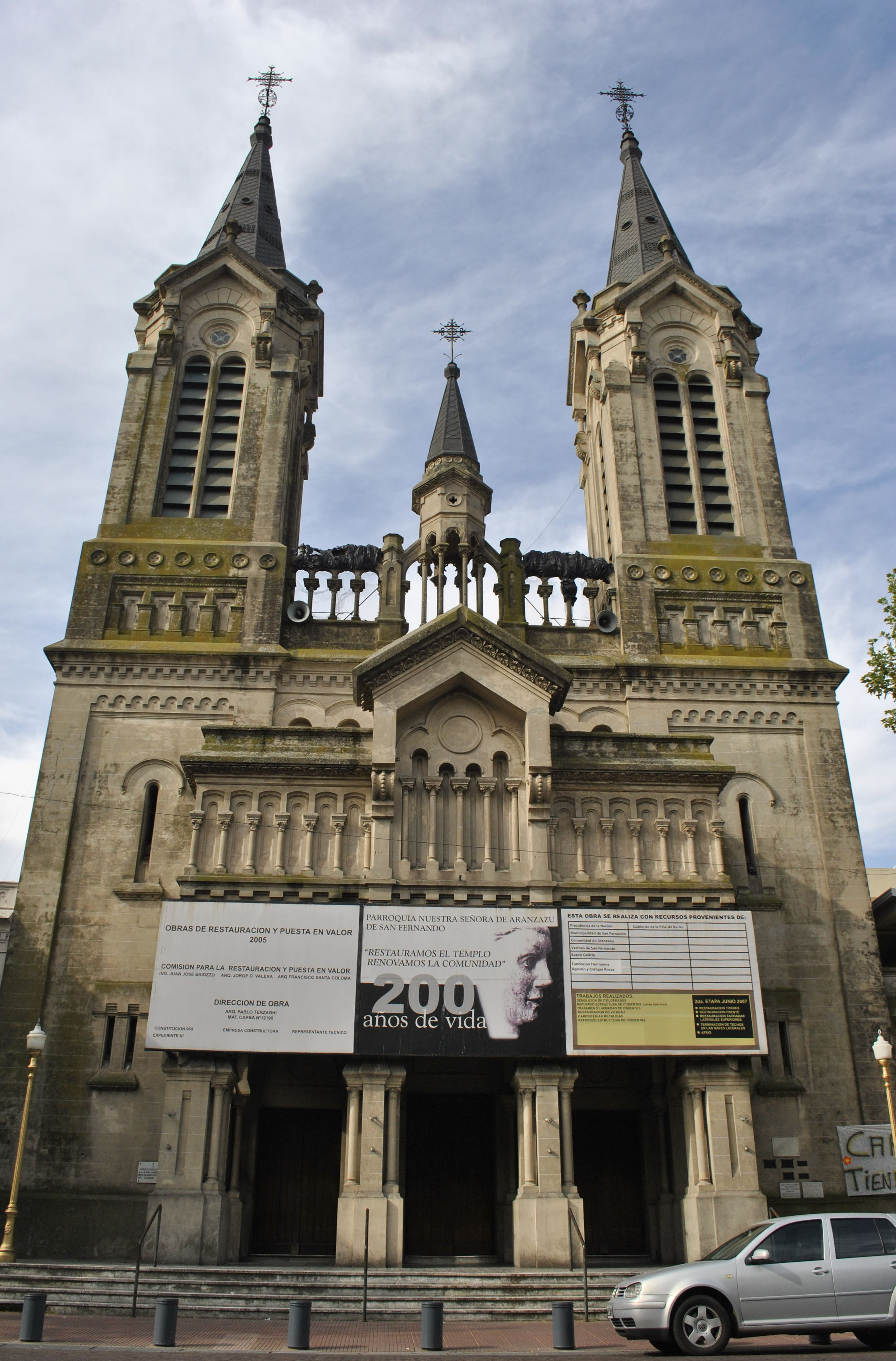
Parroquia Nuestra Señora de Aránzazu

La localidad pertenece a la Diócesis de San Isidro de la Iglesia católica. Sus parroquias son Nuestra Señora de Aránzazu y Nuestra Señora del Carmen.